# Guerra aérea na Guerra de Inverno
A guerra aérea na Guerra de Inverno foi a disputa pelo ar da Guerra de Inverno entre Finlândia e a União Soviética que aconteceu entre Novembro de 1939 a Março de 1940. Apesar de a Força Aérea Soviética ter sido muito maior em número que a Força Aérea Finlandesa, os bombardeios soviéticos foram, em grande parte, ineficazes; pilotos e baterias antiaéreas infligiram perdas significantes aos soviéticos.

## Força Aérea Soviética

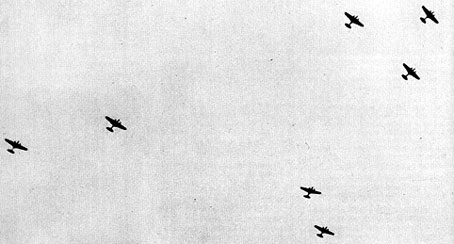
Bombardeiros soviéticos Tupolev SB aparecem no céu acima de Helsinki, em 30 de novembro de 1939.

A União Soviética usufruia de superioridade aérea durante a guerra. A Força Aérea Soviética (FAS) apoiou a invasão do Exército Vermelho com cerca de 2.500 aeronaves, sendo que a mais comum foi o bombardeiro Tupolev SB-2, que já tinha mostrado a sua eficácia durante a Guerra Civil espanhola. No entanto, a FAS não foi tão eficaz como os Soviéticos esperavam. O dano material por bombardeios aéreos era pequeno, já que a Finlândia não tinha muitos alvos visados para bombardeamento estratégico. Os alvos eram, muitas vezes, pequenas aldeias com depósitos de abastecimento, em geral, de pequeno valor estratégico. A Finlândia tinha apenas algumas poucas rodovias modernizadas, de modo que o sistema ferroviário foi o principal alvo para os bombardeiros. Os trilhos foram cortados milhares de vezes, mas foram facilmente reparados, normalmente em questão de horas. Os danos infligidos aos alvos finlandeses também foram pequenos pela técnica de navegação ruim, e com a pouca precisão nos bombardeios por parte dos Soviéticos, contribuindo, junto com precauções antiaéreas, para o reduzido número de baixas finlandesas. No entanto, a FAS aprendeu com os seus erros iniciais e no final do mês de fevereiro empregaram táticas mais eficazes. Tal sucesso foi o ataque contra o campo de pouso de Ruokolahti em 29 de fevereiro de 1940. Ao meio-dia, 40 caças I-16 e I-153  atingiram a base destruindo três aeronaves no solo e outras três no ar (dois Gladiadores e um Fokker), contra a perda de apenas um I-16. No entanto estes sucessos foram poucos e distantes entre si: as perdas soviéticas mantiveram-se numerosas, devido às agressivas táticas de guerrilha da Força Aérea Finlandesa. A Força Aérea Soviética também perdeu muitas aeronaves para mau tempo e à falha de equipamento.
Na Finlândia, a capital, Helsinki, foi bombardeada no primeiro dia da guerra; um bom número de prédios e construções foram destruídos e cerca de 200 pessoas foram mortas. Depois disso a cidade foi alvo de ataques apenas algumas vezes. No fim de tudo, a Finlândia perdeu apenas 5% do potencial de produção efetivo devido a bombardeios soviéticos. Ainda assim, os bombardeios afetaram milhares de civis com os soviéticos tendo lançado 2,075 bombas em 516 localidades totalizando 957 civis mortos. A cidade de Viipuri, um grande objetivo soviético, foi quase totalmente destruída por cerca de 12.000 bombas. Nenhum ataque a alvos civis foi mencionado em rádios, jornais ou relatórios soviéticos. Em janeiro de 1940, o Pravda continuou a enfatizar que não houve alvos civis na Finlândia, mesmo que por acidente.

### Aeronaves soviéticas
No início dos conflitos, a Força Aérea Soviética tinha as seguintes aeronaves em serviço:
Caças
- I-15: biplano (Chaika-"gaivota")
- I-15 bis : (versão melhorada do I-15)
- I-16 monoplano (Ishak-"burro"; chamado Silpiorava, "esquilo voador" pelos finlandeses)
- I-16 bis
- I-153 biplano (também chamado de Chaika; uma variante do I-15)

Bombardeiros
- DB-3 bi-motor de longo alcance
- SB-2 bi-motor de alta velocidade  (Katyusha- "Catherine")
- SB-2 bis
- TB-3 motor quadruplo de bombardeio pesado

Reconhecimento
- Po-2 multi-propósito biplano (kukuruznik-"cultura-duster")

Aviação Naval
- MBR-2 multi-propósito anfíbio
- MBR2 bis

O número de perdas soviéticas durante o conflito variam de fonte para fonte; uma estimativa fala de uma perda de 700-900 aeronaves, a maioria delas bombardeiros. Contra esta estimativa, perdas finlandesas foram de 62 aeronaves, com mais de 59 danificadas. Outros aviões finlandeses abateram 240 aeronaves soviéticas, e baterias antiaéreas contam 314 a 444 outros abates. A Força Aérea Soviética também perdeu muitos avião ao mau tempo e à falha de equipamento.

## Força Aérea Finlandesa

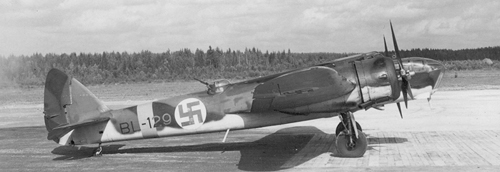
Os finlandeses compraram 18 bombardeiros leves britânicos Bristol Blenheim em 1936

No início da guerra, a Finlândia tinha uma força aérea pequena, com apenas 114 aviões de combate aptos para serviço. Portanto, missões aéreas finlandesas eram muito limitadas e aviões de caça eram usados principalmente para repelir bombardeiros soviéticos. Ultrapassados e reduzidos em números, as aeronaves finlandesas não conseguiam oferecer suporte adequado e eficaz para as suas tropas terrestres. Portanto, a Força Aérea Finlandesa adotaram as mesmas táticas de guerrilha usadas pelas forças de terra, dispersando-se para improvisados campos de pouso, muitas vezes, consistindo apenas de um lago congelado. Apesar das perdas durante a guerra, a Força Aérea Finlandesa cresceu 50 por cento até o final da guerra. A maioria das novas aeronaves chegaram durante o mês de janeiro de 1940.
A Força Aérea Finlandesa também revisou suas táticas; nos combates aéreos, os Finlandeses usaram uma formação mais flexível de "Finger-Four" (quatro aviões, divididos em dois pares, um voo de baixa e outro de alta, com cada avião de combate, independentemente dos outros, ainda suportando o seu wingman em combate), que foi superior à tática soviética de três caças voando em formação Vic (um caça na frente, dois atrás, em forma de "V"). Esta formação e a diretriz dos pilotosfinlandeses de sempre atacar, não importando as probabilidades, contribuíram para o fracasso dos bombardeiros soviéticos em infligir danos substanciais contra as posições finlandesas e centros populacionais.
Pilotos de caça finlandeses, muitas vezes, mergulhavam nas formações soviéticas - por vezes dez ou até vinte vezes maiores. Isto acabou forçando cautela nos bombardeiros soviéticos frente aos inimigos finlandeses, mesmo que sozinhos, pois sabiam que o piloto não iria deixá-los passar sem serem notados. Todo um esquadrão poderia desaparecer em missões sobre a Finlândia, e os que conseguiam voltar às suas bases, na Estónia, só podiam tentar adivinhar o que tinha acontecido.
Em uma ocasião, o finlandês ás Jorma Kalevi Sarvanto encontrou uma formação de sete bombardeiros DB-3 em 6 de janeiro de 1940 e abateu seis deles em apenas 4 minutos. As perdas soviéticas foram agravado por seus bombardeiros muitas vezes voando sem escolta devido à falta de conexão apropriada com as unidades de caças, ou, quando voando sobre o Golfo da Finlândia, a partir de bases na Estónia, operando fora da faixa dos caças da formação.

### Aeronaves Finlandesas
No início dos conflitos, a Força Aérea Finlandesa tinha 146 aeronaves de todos os tipos à sua disposição, organizados em 12 esquadrões. Os principais aviões de caça foram
- 15 Bristol Bulldog IVs, que tinha entrado em serviço em 1935
- 41 da mais moderna Fokker D. XXI
- 65 antigos aviões Fokker de vários tipos; C-10, C-5 e D-10
- 15 Blackburn Ripons

Havia, também 18 bombardeiros Bristol Blenheim construídos sob licença. Em 1939, foram comprados da Itália 25 Fiat G. de 50 caças, dois dos quais foram montados na Suécia, quando a guerra eclodiu.
Durante a guerra, um número de aeronaves foram encomendadas do estrangeiro:
- 30 biplanos Gloster Gladiator II do Reino Unido
- 12 bombardeiros Bristol Blenheim IV do Reino Unido
- 30 caças Morane-Saulnier M. S. 406 da França
- 44 formadores Brewster 239 do Estados Unidos
- 22 formadores Gloster Desafio do Reino Unido
- 10 caças Fiat G. de 50 da Itália

Devido a esse reforço, a Força Aérea Finlandesa tinha um poder aéreo maior no final do conflito; no entanto, eles raramente eram capazes de voar mais de 100 aeronaves a qualquer momento, ao contrário de uma expansão da Força Aérea Soviética.
Caças finlandeses abateram 240 aviões soviéticos confirmados, contra a perda de 26 de sua frota. Uma base avançada finlandesa geralmente consistia em um lago congelado, uma biruta de vento, um aparelho telefônico e algumas tendas Avisos de ataques aéreos geralmente eram dados por mulheres organizadas pelo Lotta Svärd. Artilheiros antiaéreos abateram entre 314 e 444 aeronaves soviéticas.

## Ases Finlandeses
Os seguintes pilotos finlandeses se tornaram Ases da Aviação (conquista de cinco vitórias confirmadas) durante a guerra
| nome                       | confirmado | não confirmado |
| -------------------------- | ---------- | -------------- |
| Tn. Jorma Sarvanto         | 13         | 4              |
| Tn. Tatu Huhananti         | 6          | 4              |
| Maj.. Viktor Pyotsia       | 7 ½        | 2              |
| Maj. Keiro Virta           | 5          | 1              |
| Tn. Urto Nieminen          | 5          | 1              |
| Tn T. Vuorimaa             | 4          | 2 ½            |
| Cap. Errki Olavi Ehrnrooth | 7          | 4              |